# Heike Tischler
Heike Tischler (* 4. Februar 1964 in Saalfeld/Saale), verheiratete Heike Weißenberg, ist eine ehemalige deutsche Siebenkämpferin.
Sie erreichte bei den DDR-Meisterschaften 1987 den dritten Platz. 1988 und 1990 wurde sie DDR-Meisterin. Bei den Europameisterschaften 1990 gewann sie in Split hinter Sabine Braun mit persönlicher Bestleistung die Silbermedaille (6572 Punkte: 14,08 s – 1,82 m – 13,73 m – 24,29 s – 6,22 m – 53,24 m – 2:05,50 min). Bei den Weltmeisterschaften 1991 gab sie mit 3627 Punkten auf Rang 14 von 28 Starterinnen liegend nach dem ersten Wettkampftag auf.
Heike Tischler gehörte dem SC Motor Jena und dem SC Neubrandenburg an. Die gelernte Feinmechanikerin war in ihrer Wettkampfzeit 1,75 m groß und 64 kg schwer. In den nach der Wende öffentlich gewordenen Unterlagen zum Staatsdoping in der DDR fand sich bei den gedopten Sportlerinnen auch der Name von Tischler.
Ihre Tochter Sophie Weißenberg ist ebenfalls Siebenkämpferin.